# 解放与社会主义党
解放与社会主义党（阿拉伯语：حزب التحرر والاشتراكية；法语：Parti de la libération et du socialisme）是摩洛哥的一个已不存在的共产主义政党。1968年7月，摩洛哥共产党改组为解放与社会主义党，阿里·雅塔任总书记。为了取得合法地位，该党对外宣称以阿拉伯理性主义和伊斯兰社会主义为党的思想基础，并被摩洛哥当局认可。1969年8月，该党又被摩洛哥当局宣布为非法。1974年8月，该党改组为进步与社会主义党，并取得合法地位。